# AddVenture
«AddVenture» — российская компания, управляющая фондами венчурного финансирования. Образован в 2008 году Еленой Масоловой и Максимом Медведевым для инвестирования в российские ИТ-проекты.

## Профинансированные стартапы
Наиболее известным и успешным проектом является сайт коллективных покупок DARBERY. Более 50 % акций этого проекта было выкуплено его американским прототипом — компанией Groupon. Конкретная сумма сделки не разглашается, но директор DARBERY Елена Масолова указала в ряде интервью, что американцы уплатили восьмизначную сумму в долларах. Таким образом, эта сумма в десятки раз больше, чем 300 тыс. долларов США, вложенные инвесторами в фонд AddVenture I.
Так же успешно продолжают работу профинансированные из первого фонда AddVenture стартапы InSales (предоставление интернет-магазинов в аренду по модели SAAS), компания AlterGeo (создатель одноименного геосоциального сервиса и технологии определения местоположения мобильных устройств), разработчик игр для социальных сетей Pixonic и интернет-магазин HomeMe.
В 2014 году компания Delivery Club была продана Food Panda за $50 млн.

## Инвесторы
Официально имена инвесторов не разглашаются. В качестве первого пайщика AddVenture журнал Forbes упоминает Игоря Устинова (до этого продал основанную им фирму-разработчика компьютерных игр «Бука» компании «1С»). Газета «КоммерсантЪ» среди инвесторов третьего фонда компании указывает основателя медиахолдинга «Пронто-Москва» Леонида Макарона и президента Группы QIWI Андрея Романенко.

## Фонды
Компанией сформированы 3 венчурных фонда из средств частных инвесторов:
AddVenture I на сумму 300 тысяч долларов США,
AddVenture II — 530 тысяч долларов США,
AddVenture III — 7 миллионов долларов США.
Планируется привлечение еще 50 миллионов USD.